# 王霸 (神仙)
王霸，南北朝梁道教人物，於福州怡山煉丹飛升，留有王霸壇（今福州西禪寺）等遺址，有讖語王霸仙壇磚刻流傳。

## 寶皇君信仰
閩國道士陳守元尊王霸為寶皇君，建立道觀寶皇宮（今福州于山九仙觀），寶皇君信仰對閩國政治影響深遠。

## 王霸仙壇磚刻
樹枯不用伐，壇壞不須結。未滿一千歲，自有系孫列。
后來是三皇，潮水蕩禍殃。巖逢二乍間，未免有消亡。
子孫依吾道，代代封閩疆。